# Romeinse vazalstaten in Brittannië
De Romeinse vazalstaten in Brittannië waren nomadische stammen, die hadden gekozen zichzelf in te laten met het Romeinen om hun eigen veiligheid als natie te beschermen. Soms sloten zij zich ook aan bij het Romeinse Rijk omdat zij bescherming verlangden tegen andere stammen die hen aanvielen. 
Deze 'koninkrijken' waren niet soeverein, maar bestonden door goedkeuring van Rome, wel hadden ze een grote mate van zelfstandigheid (soms zelf onafhankelijkheid). De koningen/vorsten van deze rijken regeerden dus wel zelfstandig maar onder toezicht en goedkeuring van de Romeinse Gouverneur van Brittannië (die de Keizer vertegenwoordigde). 
De bekendste vazalstaten op het Britse eiland waren:
- Regnenses (55 v.Chr.–70?)
- Iceni (47–60)
- Votadini (140–410)

Het was ook de bedoeling dat alle vazalstaten in het Keizerrijk (dus niet alleen Brittannië), Romeinse namen en titels zouden nemen. Dit was verwarrend, want ook andere heersers die geen vazalstaat vertegenwoordigden voerden dit principe uit.